# Estação ferroviária Budapeste Keleti

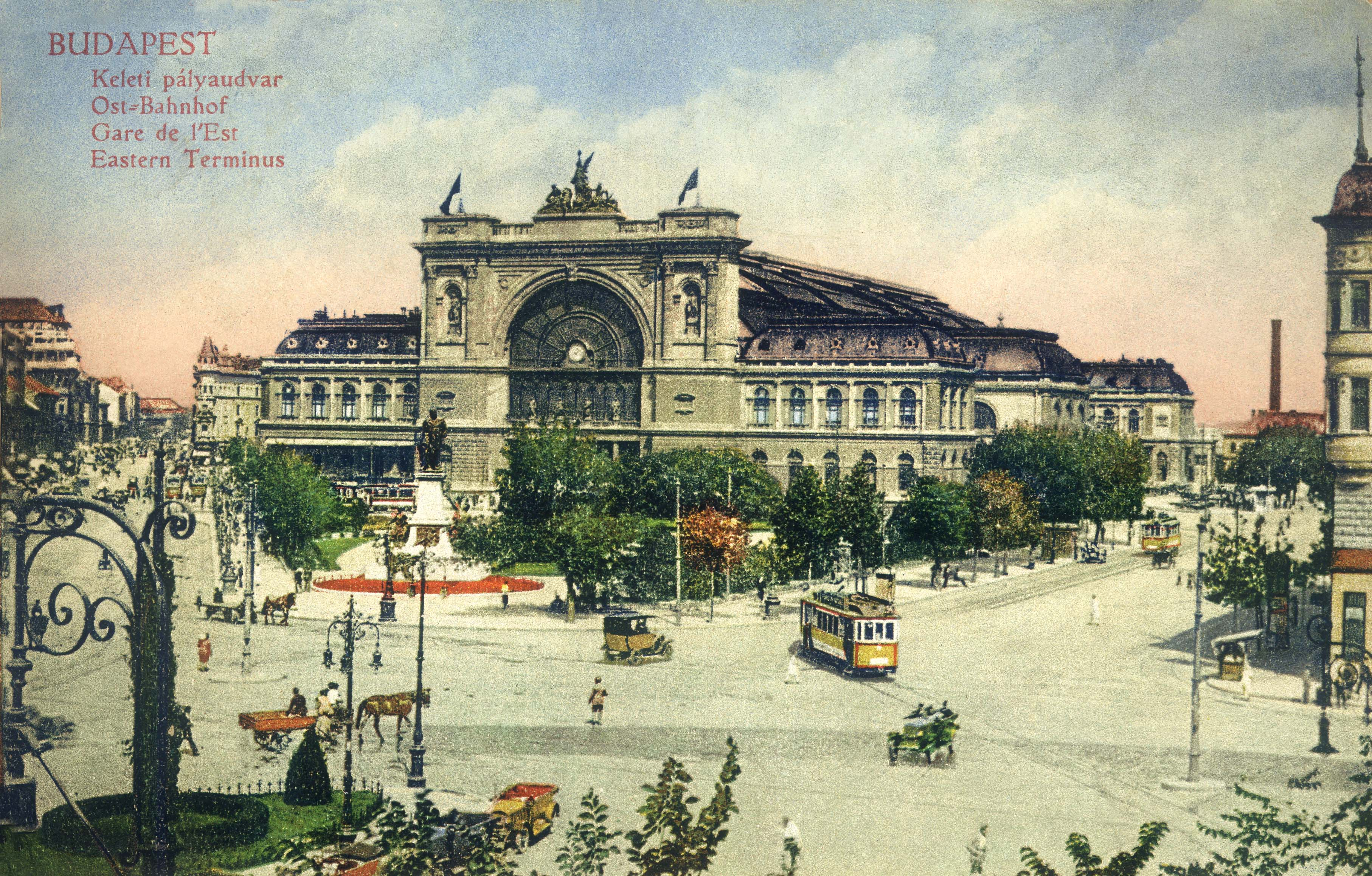
Keleti Terminal em 1912

A estação ferroviária Budapeste Keleti (este) (em húngaro:  Budapest-Keleti pályaudvar) é o principal terminal ferroviário nacional e internacional em Budapeste, Hungria.
A estação está onde a avenida Rákóczi de divide na avenida Kerepesi e na avenida Thököly. Keleti pályaudvar significa a Terminal Ferroviário do Leste. O nome, que surgiu em 1891, não tem apenas que ver com a posição geográfica da estação na cidade, mas também com o facto de ser a estação final das linhas do leste da Hungria, incluindo a Transilvânia, e os Balcãs. Em contraste, a Nyugati (ocidental) estação ferroviária usado para servir linhas em direção a Viena e Paris.

## Arquitectura
O edifício foi projetado em estilo eclético por Gyula Rochlitz e János Feketeházy e construído entre 1881 e 1884, como uma das mais modernas estações ferroviárias da Europa. A fachada principal é adornado com duas estátuas que representam James Watt (motor a vapor) e George Stephenson (inventor da locomotiva a vapor e considerado o pai dos caminhos de ferro britânicos). O interior da estação é decorado com frescos de Karoly Lotz.

## Ligações ferroviárias
I. serviços Internacionais:
- Railjet
  - Bp-Keleti pu.  - Győr - Viena - St. Pölten - Linz - Salzburgo Hbf
  - Bp-Keleti pu.  - Győr - Viena - St. Pölten - Linz - Salzburgo - München Hbf
  - Bp-Keleti pu.  - Győr - Viena - St. Pölten - Linz - Salzburgo - Innsbruck - Zürich Hb
- EuroCity – CE
  - (Lehár) Bp-Keleti pu.  - Tatabánya - Győr - Wien Westbf
  - (Petrov) Bp-Keleti pu.  - Bratislava - Brno hl. n.
  - (Csárdás, Jaroslav Hasek, Slovan) Bp-Keleti pu.  - Bratislava - Brno - Praha hl. n.
  - (Hungária) Bp-Keleti pu.  - Bratislava - Brno - Praga - Dresden - Berlim
  - (Jeszenszky János, Porta Bohemica) Bp-Keleti pu.  - Bratislava - Brno - Praga - Dresden - Berlim - Hamburgo-Altona
- EuroNight
  - (Kálmán Imre) Bp-Keleti pu.  - Győr - Viena - St. Pölten - Linz - Salzburgo - München Hbf
  - (Metropol) Bp-Keleti pu.  - Bratislava - Brno - Praga
  - (Ister) Bp-Keleti pu.  - Szolnok - Békéscsaba - Arad - Deva - Sibiu - Brasov - Bucuresti Nord
- IComboios intercidades internacionais – IC
  - (Rába) Bp-Keleti pu.  - Győr - Szombathely - Graz Hbf
  - (Rippl-Rónai) Bp-Keleti pu.  - Dombóvár - Kaposvár - Koprivnica - Zagreb Glavni Kol.
  - (Hernád, Rákóczi) Bp-Keleti pu.  - Arad - Košice
  - (Corona, Hargita) Bp-Keleti pu.  - Szolnok - Püspökladány - Oradea - Cluj Napoca - Miercurea País - Brasov
  - (Körös) Bp-Keleti pu.  - Szolnok - Békéscsaba - Arad - Timisoara Nord
  - (Transsylvania) Bp-Keleti pu.  - Szolnok - Békéscsaba - Arad - Deva - Sibiu - Brasov
  - (Traianus) Bp-Keleti pu.  - Szolnok - Békéscsaba - Arad - Timisoara - Drobeta Tr.Severin - Craiova - Bucuresti Nord
- Comboios expressos internacionais
  - (Dacia) Wien Westbf - Győr - Tatabánya - Bp-Keleti pu.  - Szolnok - Békéscsaba - Arad - Deva - Brasov - Bucuresti Nord
  - (Belgrado) Bp-Keleti pu.  - Kiskunhalas - Subotica - Novi Sad - Belgrado

## Metro
A Keleti pályaudvar é uma estação da linha M2 (Leste-Oeste) do Metro de Budapeste desde que linha foi inaugurada em 1970. A estação de metro está a 14 metros de profundidade e tem 193 metros (633193 metros (630 pé) de comprimento com a plataforma de 180 metros (590180 metros (590 pé). Em Março de 2014, a Linha 4 abriu, tornando esta estação de metro um ponto de transferência entre as duas linhas.

## Aeroporto
Está planeado um serviço de comboio expresso que ligue a estação ao Budapeste Liszt Ferenc International Airport. Visto que 36 dos 53 serviços intercidades de Budapeste operam a partir desta estação ferroviária, parece altamente provável que este plano se vá concretizar.